# El funeral
El funeral (titulada originalmente en inglés The Funeral y en italiano Fratelli) es una película dramática de gánsteres estrenada por primera vez en Italia el 28 de agosto de 1996 y en Estados Unidos el 1 de noviembre de 1996. Dirigida por Abel Ferrara, está protagonizada por Christopher Walken, Chris Penn, Annabella Sciorra, Isabella Rossellini, Vincent Gallo, Benicio del Toro y Gretchen Mol.
La trama de la película se articula durante el funeral de uno de los tres hermanos de una familia de gánsteres de Nueva York en los años 1930. Detalla mediante flashbacks el pasado de los tres hermanos y sus familias. La película es notable por la atmósfera que la habita.
Con esta película Chris Penn ganó el premio al mejor actor de reparto en el Festival de Venecia de 1996. En 2009, la revista Empire colocó la película en el número 16 de la lista de las "20 mejores películas de gángsters que no has visto".

## Argumento
La película comienza con el funeral de uno de los hermanos Tempio. Chez y Ray están de duelo por la muerte de su hermano Johhny. Ray es frío y calculador. Chez es de temperamento fuerte. Flashbacks muestran que Johnny era más sensible. 
El jefe sospecha que Gaspare, el gánster rival, es el responsable de la muerte de Johnny. Ray y Chez juran venganza. La esposa de Ray, Jeanette, se opone a la campaña de retribución y a la violencia que eso causaría, mientras que la esposa de Chez, Clara, lucha con la naturaleza obsesiva de su marido.

## Reparto
- Christopher Walken - Raimundo "Ray" Tempio
- Chris Penn - Cesarino "Chez" Tempio
- Annabella Sciorra - Jean
- Isabella Rossellini - Clara Tempio
- Vincent Gallo - Giovanni "Johnny" Tempio
- Benicio del Toro - Gaspare Spoglia
- Gretchen Mol - Helen
- John Ventimiglia - Sali
- Paul Hipp - Ghouly
- Victor Argo - Julius
- Gian DiDonna - Ray Sr.
- Dmitri Prachenko -Sentier
- Paul Perri - Joven Ray
- Gregory Perrelli - Joven Chez
- David Patrick Kelly - Michael Stein
- Frank John Hughes - Bacco
- Joseph R. Gannascoli - Rocco